# ماري بيكفورد (اختصاصية فيزيولوجيا)
ماري بيكفورد (بالإنجليزية: Mary Pickford)‏ (من مواليد 14 أغسطس 1902 - 14 أغسطس 2002) كانت مُختصة في طب الأعصاب والغدد الصم وزميل في الجمعية الملكية (1966). وكانت أول امرأة تنتخب لعضوية جمعية الدوائية البريطانية وأول امرأة يتم تعيينها كبروفيسور في المجال الطبي في جامعة أدنبرة.

## الحياة والعمل
ولدت بيكفورد في جبلبور في الهند في 14 آب/أغسطس في عام 1902، وهي ابنة هربرت آرثر بيكفورد، وهو مزارع في حقول الشاي ونبات النيل، وزوجته ليليان أليس ميني وينتل. أُرسلت بيكفورد للعيش مع عمتها وعمها في مدينة سوري في إنجلترا في سن الخامسة. شجعها السيد كوبر بيري صديق العائلة على أن تصبح طبيبة لكنه لم يشجعها على أن تصبح باحثة حيث قال لها: «لا تفكري في ذلك، فالنساء لا فائدة لهن في هذا النوع من الأشياء».
لقد تعلمت في مدرسة ويكوم آبي، وتخرجت من كلية بيدفورد في لندن في عام 1925 بعد أن قرأت علم وظائف الأعضاء وعلم الحيوان والكيمياء.  واجهت بيكفورد بعد التخرج ندرة في فرص العمل بالنسبة للنساء العالمات، ولكنها وجدت عملًا كمعلمة بدوام جزئي قبل قبولها كمساعدة باحث في كلية لندن الجامعية. ورثت بيكفورد من عرّابتها 120 جنيهًا إسترلينيًا ساعدها ذلك بشكل أساسي في دراسة الطب السريري بدوام جزئي في مستشفى الكلية الجامعية. أصبحت طبيبة منزلية في مستشفى ستافورد العام في عام 1935.
حصلت بيكفورد على زمالة بيت ميموريال في عام 1936، وأُبلغ عن التأثير المضاد لإدرار البول عن طريق حقن الأسيتيل كولين في الدماغ في عام 1939. أصبحت محاضرة في قسم علم وظائف الأعضاء في جامعة إدنبرة في عام 1939 وبقيت هناك حتى تقاعدت في عام 1972. تخرجت بدرجة دكتوراه قي العلوم في عام 1951 وترقت إلى منصب قارئة في عام 1952، وأصبحت أستاذة علم وظائف الأعضاء في عام 1966.

## الجوائز والتكريم
انتُخبت كزميلة في الجمعية الملكية لإدنبرة في عام 1954. كان مقدموها هم ديفيد ويتيرتيدج وجون جادوم وريجينالد باسمور وفيليب إيجلتون. أصبحت أستاذة علم وظائف الأعضاء في جامعة إدنبرة في عام 1966. انتُخبت زميلة في الجمعية الملكية في عام 1966.
نشرت بيكفورد كتابًا شعبيًا بعنوان الدور المركزي للهرمونات (1969) بالإضافة إلى أكثر من 60 ورقة بحثية كاملة و 13 فصلًا كتاب  حصلت أيضًا على الدكتوراه الفخرية من جامعة هيريوت وات في عام 1991 توفيت الأستاذة بيكفورد في عيد ميلادها المائة عام 2002.

## المنشورات
- الدور المركزي للهرمونات (1969)